# Alexandru Tudose
Alexandru Tudose (n. 3 aprilie 1987) este un jucător român de fotbal, care evoluează la echipa malaeziană Marcerra Kuantan. A făcut parte din Echipa națională de tineret a României. A fost sub contract cu FC Steaua București între 2005 și 2010, dar de-a lungul carierei a mai fost împrumutat la UTA Arad și Gloria Buzău. În trecut, Tudose a fost căpitanul echipei naționale de fotbal U-17 a României.

## Cariera
Alexandru Tudose a debutat în fotbalul profesionist la finalul sezonului 2004-2005 al Ligii I, când a jucat în meciul Oțelul Galați - FC Național 0-2. Fiind și căpitanul echipei naționale sub 17 ani a României, Alexandru a fost cumpărat de Steaua București, acolo unde a fost trimis mai întâi la echipa a doua.
Pe 29 martie 2006 a primit Medalia „Meritul Sportiv” clasa a II-a cu o baretă din partea președintelui României de atunci, Traian Băsescu, pentru că a făcut parte din lotul echipei FC Steaua București care obținuse până la acea dată calificarea în sferturile Cupei UEFA 2005-2006.
Pentru sezonul 2006-2007, Tudose a fost împrumutat la UTA Arad, nou-promovată în Liga I, împreună cu Valentin Simion. Nu a evoluat decât într-un meci la echipa arădeană. Pentru următorul sezon, a fost împrumutat, alături de alți steliști, cum ar fi Alin Lițu, Eric Bicfalvi sau Răzvan Ochiroșii, la Gloria Buzău, acolo unde a devenit căpitanul formației.
La Buzău a petrecut un an și jumătate sub formă de împrumut, acumulând încă 39 de partide pe prima scenă fotbalistică din țară și marcând primul său gol în Liga I într-un meci împotriva celor de la Unirea Urziceni, în care a transformat un penalty. În tot acest răstimp, a fost selecționat de nouă ori la echipa națională de tineret a României.
În luna ianuarie a anului 2009, Tudose și doi dintre steliștii împrumutați la Buzău, Alin Lițu și Eric Bicfalvi, au fost rechemați la Steaua București. În prima partidă a returului Ligii I 2008-2009, Steaua - FC Vaslui 1-1, Tudose a luat loc pe banca de rezerve a Stelei.
Tudose a debutat pentru Steaua în Liga I în aprilie 2009, într-o partidă Steaua București - Farul Constanța 1-1, el profitând de absențele lui Sorin Ghionea, accidentat, și Dorin Goian, suspendat pentru cumul de cartonașe galbene. În această primă partidă pentru el la Steaua, Tudose a avut o evoluție ștearsă. Fiind criticat de patron, contractul i-a fost reziliat iar Tudose a ajuns la Gloria Bistrița, unde a devenit titular de drept. Joacă în cinci meciuri pentru Dinamo București după care ajunge la Corona Brașov.